# 花园乡 (丹凤县)
花园乡是中国陕西省商洛市丹凤县下辖的一个乡。

## 行政区划
花园乡下辖以下行政区：
花园村、银洞村、龙王坪村、三间房村、甘沟村